# 뮤타트 식물원

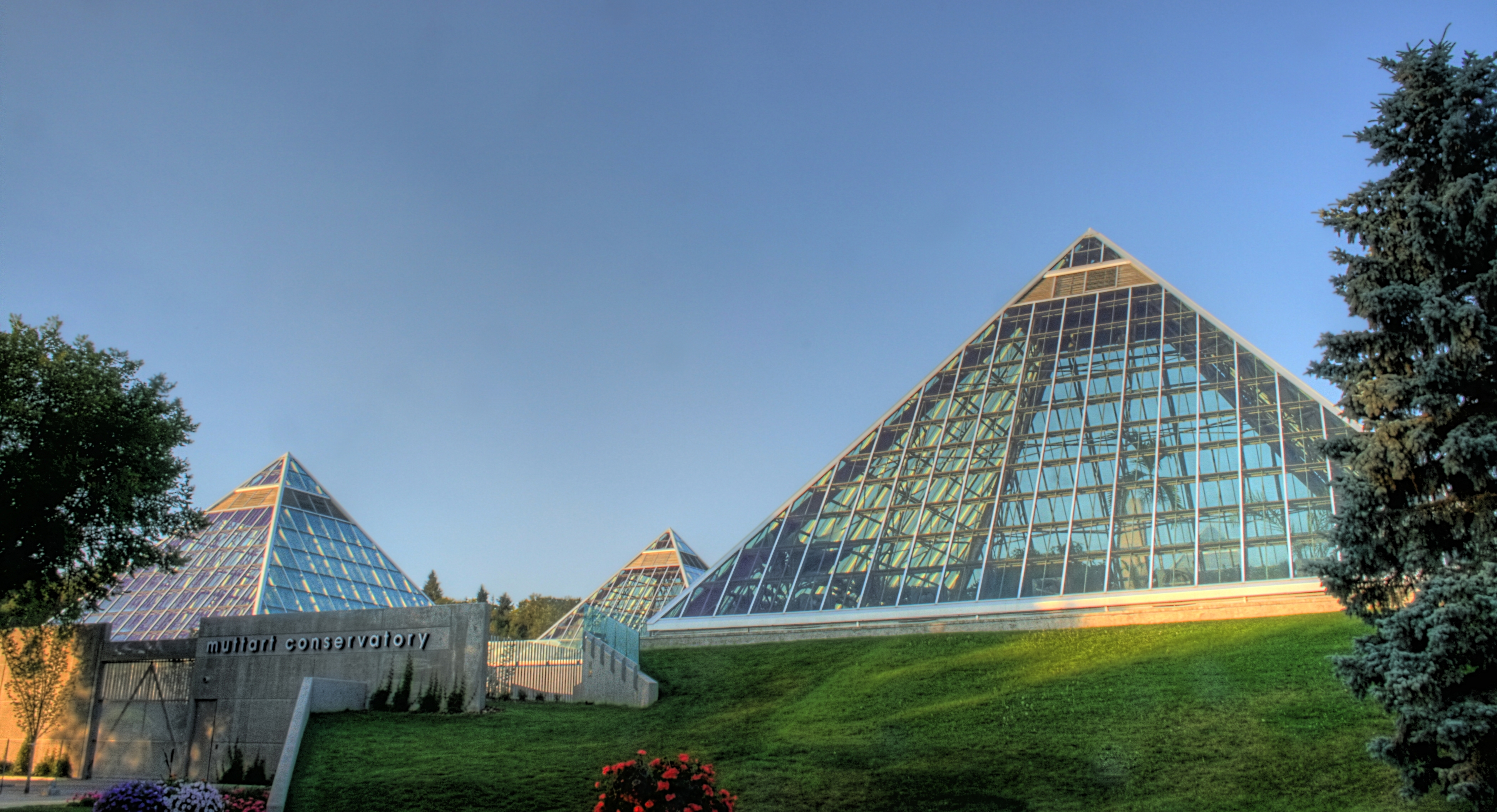
2009년

뮤타트 식물원(Muttart Conservatory)은 캐나다 앨버타 에드먼턴의 다운타운 중심지를 가로질러 노스서스캐처원강 계곡에 위치한 식물원이다.
이 식물원은 유리로 만들어진 피라미드 모양으로 약 700여종의 다양한 기후대의 식물을 전시하고 있다. 이집트의 피라미드 형태가 현대식의 건물들과 조화를 이루어 현대와 미래가 공존하고 있는 듯한 느낌을 준다. 네개의 피라미드 중 세 개는 영구 전시관으로 각각의 주제가 있어 사막의 식물, 열대식물, 온대식물이 전시되며, 나머지 하나는 몇 달에 한번씩 전시물이 바뀐다. 피라미드 밑의 풀에 반사되는 도시의 경관 또한 뛰어나다.